# 郎瑛
郎瑛（1487年—1566年之後），字仁寶。仁和（今浙江杭州）人。明代藏書家。

## 生平
明宪宗成化二十三年（1487年）出生，五岁丧父，由母诸氏養成。早年身患疾病，淡泊功名，好山水，一生交游甚夥，可考者有王一槐、王良俊、金美之、金珊、王济、虞元良诸人。因居草橋門，自号“草桥子”，八十歲時，“犹日综群籍，参互考订”。當時倭寇為患沿海，郎瑛亲历兵燹，作品中多表達對現實環境的不滿。世人称其为“草桥先生”。嘉靖四十五年尚健在。著有《七修類稿》55卷、《订正孝经》1卷、《大学格物传》1卷、《萃忠录》2卷、《青史衮钺》60卷等。